# Xoridesopus aciculatus
Xoridesopus aciculatus är en stekelart som beskrevs av Gupta 1983. Xoridesopus aciculatus ingår i släktet Xoridesopus och familjen brokparasitsteklar. Inga underarter finns listade i Catalogue of Life.